# اورتورو
اورتورو (به ایتالیایی: Ortovero) یک کومونه در ایتالیا است که در استان ساونا واقع شده‌است.

## خصوصیات
اورتورو ۹٫۸ کیلومترمربع مساحت و ۱٬۲۳۱ نفر جمعیت دارد.

## خواهرخوانده
شهر Csopak خواهرخواندهٔ اورتورو هست.